# Santo Condorelli
Santo Yukio Condorelli (* 17. Januar 1995 in Kitahiroshima) ist ein Schwimmer, der international zunächst für Kanada antrat. Bei Weltmeisterschaften erhielt er eine Bronzemedaille und bei Panamerikanischen Spielen gewann er je zwei Silber- und Bronzemedaillen. Ab 2018 startete er für Italien und erhielt eine Silbermedaille bei Olympischen Spielen sowie eine Bronzemedaille bei Weltmeisterschaften auf der 25-Meter-Bahn.

## Leben
Der in Japan geborene Condorelli hat eine kanadische Mutter und einen italienischen Vater. Er wuchs in Portland, Oregon, auf und besuchte die Bolles School in Florida. Von 2013 bis 2018 studierte er an der University of Southern California und schwamm für deren Sportteam, die USC Trojans, wobei er 2015/16 für die Olympiavorbereitung pausierte. 2015 und 2018 gewann er mit den Trojans Staffelgold bei den Meisterschaften der National Collegiate Athletic Association. Ab 2015 trat er als Schwimmer international für Kanada an, ab November 2018 hatte er die Startberechtigung für Italien.

### Kanadischer Schwimmer (2015 bis 2016)
Bei den Panamerikanischen Spielen 2015 in Toronto belegte Condorelli den zweiten Platz über 100 Meter Freistil hinter dem Argentinier Federico Grabich. Ebenfalls Silber gewann Condorelli mit der 4-mal-100-Meter-Freistilstaffel, die nur von der brasilianischen Staffel geschlagen wurde. Über 100 Meter Schmetterling wurde Condorelli Dritter. In der 4-mal-100-Meter-Lagenstaffel siegten die Brasilianer vor dem US-Team, die Kanadier wurden Dritte mit Condorelli auf der Schmetterlingslage.
Nur 14 Tage später begannen in Kasan die Weltmeisterschaften. Condorelli schied in seinem ersten Wettbewerb, den 50 Meter Schmetterling, im Halbfinale als Neunter aus. Zum Finaleinzug fehlten ihm zwei Hundertstelsekunden. Mit der kanadischen 4-mal-100-Meter-Freistilstaffel belegte er den achten Platz. Über 100 Meter Freistil erreichte er als Achter des Halbfinales gerade noch das Finale. Im Endlauf wurde er in 48,19 Sekunden Vierter mit 0,07 Sekunden Rückstand auf Grabich, der die Bronzemedaille gewann. Mit der Lagenstaffel schied Condorelli im Vorlauf aus. In der 4-mal-100-Meter-Mixed-Freistilstaffel erreichten Yuri Kisil, Karl Krug, Sandrine Mainville und Victoria Poon das Finale mit der siebtbesten Vorlaufzeit. Im Endlauf waren Condorelli, Kisil, Chantal van Landeghem und Sandrine Mainville vier Sekunden schneller als die Vorlaufstaffel und wurden Dritte hinter den Teams aus den Vereinigten Staaten und aus den Niederlanden.
2016 bei den Olympischen Spielen in Rio de Janeiro wurde zunächst der Wettbewerb in der 4-mal-100-Meter-Freistilstaffel ausgetragen. Santo Condorelli, Yuri Kisil, Markus Thormeyer und Evan Van Moerkerke schwammen die fünftschnellste Vorlaufzeit. Im Endlauf waren sie drei Zehntelsekunden langsamer als im Vorlauf und wurden Siebte. Über 100 Meter Freistil war Condorelli der Viertschnellste im Vorlauf und zeitgleich mit dem Australier Cameron McEvoy der Drittschnellste im Halbfinale. Im Endlauf siegte der Australier Kyle Chalmers mit 0,22 Sekunden Vorsprung vor dem Belgier Pieter Timmers. Weitere 0,05 Sekunden dahinter gewann Nathan Adrian aus den Vereinigten Staaten Bronze mit 0,03 Sekunden Vorsprung auf Santo Condorelli, der 47,88 Sekunden benötigte und sich wie außer ihm nur Chalmers und Timmers in jeder Runde gesteigert hatte. Condorelli trat in Rio de Janeiro auch über 50 Meter Freistil und über 100 Meter Schmetterling an, schied aber jeweils im Halbfinale aus.

### Italienischer Schwimmer (ab 2018)
Nach den Olympischen Spielen trat Condorelli zwei Jahre nicht international an. Sein erster Wettkampf als Italiener waren die Kurzbahnweltmeisterschaften 2018 in Hangzhou. Dort erreichte die italienische 4-mal-100-Meter-Freistilstaffel mit Santo Condorelli, Alessandro Miressi, Marco Orsi und Lorenzo Zazzeri den vierten Platz mit 0,05 Sekunden Rückstand auf die drittplatzierten Brasilianer. Die 4-mal-50-Meter-Freistilstaffel mit Santo Condorelli, Andrea Vergani, Lorenzo Zazzeri und Alessandro Miressi erkämpfte die Bronzemedaille hinter den Teams aus den Vereinigten Staaten und aus Russland. Die 4-mal-50-Meter-Lagenstaffel mit Simone Sabbioni, Fabio Scozzoli, Marco Orsi und Santo Condorelli wurde Vierte und hatte wieder 0,05 Sekunden Rückstand auf die Brasilianer. Santo Condorelli, Andrea Vergani, Federica Pellegrini und Elena Di Liddo wurden Siebte in der 4-mal-100-Meter-Mixed-Freistilstaffel.
2019 bei den Weltmeisterschaften in Gwangju belegte die italienische 4-mal-100-Meter-Freistilstaffel mit Santo Condorelli, Manuel Frigo, Luca Dotto und Alessandro Miressi den vierten Platz mit 0,17 Sekunden Rückstand auf Bronze. Über 100 Meter Freistil schied Condorelli im Vorlauf aus.
Bei den wegen der COVID-19-Pandemie erst 2021 ausgetragenen Olympischen Spielen in Tokio schwamm die italienische 4-mal-100-Meter-Freistilstaffel mit Alessandro Miressi, Santo Condorelli, Lorenzo Zazzeri und Manuel Frigo die schnellste Vorlaufzeit. Im Endlauf waren Miressi, Thomas Ceccon, Zazzeri und Frigo 0,18 Sekunden schneller als die Vorlaufstaffel und wurden Zweite hinter dem Quartett aus den Vereinigten Staaten. Während der Abstand zu den Amerikanern über eine Sekunde betrug, lagen die drittplatzierten Australier nur 0,11 Sekunden hinter den Italienern. Über 50 Meter Freistil und über 100 Meter Schmetterling schied Condorelli im Vorlauf aus.